# Aluminiumhydride
Aluminiumhydride is een anorganische verbinding van aluminium en waterstof, met als brutoformule AlH3. De stof komt voor als naaldvormige witte kristallen, die hevig reageren met water.

## Synthese
Er bestaan verschillende reactiewegen om aluminiumhydride te synthetiseren. Over het algemeen wordt het bereid door een etherische oplossing van lithiumaluminiumhydride te behandelen met aluminiumchloride. Na precipitatie van lithiumchloride wordt een oplossing van aluminiumhydride in ether bekomen:
{\displaystyle {\ce {3LiAlH4 + AlCl3 -> AlH3 + 3LiCl}}}
Maar doordat boorhydride-zouten moeten toegevoegd worden om het aluminiumchloride op te lossen in ether, is deze methode zeer duur. Bovendien kunnen deze zouten niet teruggewonnen worden. Een kwaliteit van een etherische oplossing van aluminiumhydride zal ook na 3 dagen beginnen aftakelen. Deze bereidingsmethode is dus enkel geschikt voor experimenten op kleine schaal.
Derhalve bestaan andere manieren om aluminiumhydride te bereiden, telkens uitgaande van lithiumaluminiumhydride:
{\displaystyle {\ce {2LiAlH4 + BeCl2 -> 2 AlH3 + LiBeH2Cl2}}}
{\displaystyle {\ce {2LiAlH4 + H2SO4 -> 2 AlH3 + Li2SO4 + 2H2}}}
{\displaystyle {\ce {2LiAlH4 + ZnCl2 -> 2 AlH3 + 2LiCl + ZnH2}}}

## Kristalstructuur en fysische eigenschappen
Aluminiumhydride is een kristallijne vaste stof, die als verschillende polymorfen voorkomt: α-, α’-, β-, δ-, ε-, θ- en γ-aluminiumhydride. α-aluminiumhydride bezit een kubische of trigonale kristalstructuur. De kristalstructuur van de α-polymorf is de meest bestudeerde, omdat ze het meest voorkomt. Ieder aluminiumatoom wordt octaëdrisch omringd door 6 waterstofatomen, die op hun beurt een brug vormen tussen 2 aluminiumatomen. De Al-H-bindingslengte bedraagt 172 pm en de Al-H-Al-bindingshoek bedraagt 141°.
|                        |                                     |                                     |
| Eenheidscel van α-AlH3 | Coördinatiestructuur rond aluminium | Coördinatiestructuur rond waterstof |

De α'-vorm vormt naaldvormige kristallen, terwijl de γ-polymorf kristallijne naaldvormige aggregaten vormt.
Aluminiumhydride is oplosbaar in THF en di-ethylether.

## Chemische eigenschappen
α-aluminiumhydride is thermisch gezien de meest stabiele polymorf. β- en γ-aluminiumhydride komen steeds samen voor en kunnen worden omgezet in de α-polymorf door te verhitten. δ-, ε- en θ-aluminiumhydride kunnen door specifieke kristallisatieomstandigheden worden bereid, maar ze zijn minder stabiel en kunnen niet in α-aluminiumhydride worden omgezet door verhitting.
Aluminiumhydride vormt adducten met sterke lewiszuren. Een voorbeeld is de complexvorming met trimethylamine. Een aantal adducten (zoals dimethylethylamine-aluminiumhydride) zullen onder invloed van temperatuur ontleden, waarbij onder meer elementair aluminium wordt gevormd.

## Reacties
Aluminiumhydride reageert hevig met water. Hierbij ontstaan aluminiumhydroxide en waterstofgas:
{\displaystyle {\ce {AlH3 + 3 H2O -> Al(OH)3 + 3 H2}}}
Het is oplosbaar in di-ethylether, omdat het een complex vormt:
{\displaystyle {\ce {AlH3 + O(C2H5)2 -> AlH3 . O(C2H5)2}}}
Met andere ethers ontstaan vergelijkbare complexen. Evenzo wordt met trimethylamine een dergelijk complex gevormd. De complexvorming ontstaat doordat een vrij elektronenpaar van zuurstof of stikstof wordt gedoneerd aan een leeg d-orbitaal van aluminium. Een hydride (H−) kan via zo'n donor-acceptorbinding binden met aluminiumhydride, waarbij het tetrahydroaluminaat-ion (AlH4−) wordt gevormd. Dit anion vormt de basis voor verschillende reductoren, waarvan lithiumaluminiumhydride en natriumaluminiumhydride de meest gebruikte zijn.
Aluminiumhydride kan bij hoge temperatuur koolstofdioxide reduceren tot methaan:
{\displaystyle {\ce {4AlH3 + 3CO2 -> 3CH4 + 2Al2O3}}}

## Toepassingen

### Reductie van functionele groepen
Aluminiumhydride is een sterke reductor. Het wordt voornamelijk gebruikt ter reductie van verschillende functionele groepen. Het reduceert aldehyden, ketonen, carbonzuren, carbonzuuranhydriden, zuurchloriden, esters en lactonen tot de overeenkomstige alcoholen. Hierbij wordt de carbonylgroep gereduceerd tot een hydroxylgroep. Amiden, nitrilen en oximen worden gereduceerd tot de corresponderende amines.
Aluminiumhydride bezit een zekere mate van stereoselectiviteit, in tegenstelling tot andere reducerende hydriden. Een voorbeeld is de reductie van een gesubstitueerd cyclisch keton. Wanneer dit wordt uitgevoerd met lithiumaluminiumhydride, bekomt men een trans:cis-verhouding van 1,9 op 1, terwijl dit met aluminiumhydride 7,3 op 1 is: een veel uitgesprokener verschil in opbrengst dus.
Gehalogeneerde koolwaterstoffen worden traag tot bijna niet gereduceerd door aluminiumhydride. Hierdoor kunnen reactievere functionele groepen (bijvoorbeeld carbonzuren) die zich nabij een halogeen bevinden, volledig gereduceerd worden zonder dat moet gelet worden op eventuele reductie van het gehalogeneerde deel van de molecule.
Nitrogroepen worden helemaal niet gereduceerd door aluminiumhydride. Zo kan bijvoorbeeld een ester die zich in de buurt van een nitro-groep bevindt, ongehinderd en volledig gereduceerd worden.

### Waterstofopslag
De meeste hydriden worden onderzocht of ze kunnen dienen als waterstofopslag. Met 10% waterstof maakt aluminiumhydride een kans, hoewel er lange tijd geen manier was gevonden om van de ontledingsproducten het aluminiumhydride te recycleren. Amerikaanse onderzoekers van het U.S. Department of Energy's Savannah River National Laboratory hebben echter een manier gevonden om dit aluminiumhydride te regenereren. Via elektrochemische methoden wordt een alternatief geboden voor de omslachtige en veeleisende methoden die werken met hoge druk en temperatuur.